# Pere Bardají i Balanzat
Pere Bardají i Balanzat (Dalt Vila, Eivissa 1808 — Madrid, 1853) fou un militar i polític eivissenc. Membre del Partit Moderat, va fer la carrera militar dins la Milícia Nacional, en la que assolí el grau de sotstinent i secretari del govern civil de Valladolid, i governador civil d'Osca, Guadalajara, Barcelona i Castelló de la Plana.
Exercí el càrrec de governador civil de la província de Barcelona durant les bullangues de 1840 provocades per la Llei d'Ajuntaments. Es va distingir per dur a terme una dura repressió, raó per la qual fou destituït quan els partidaris de Baldomero Espartero s'instal·laren novament al poder. El 1843 fou rehabilitat per Narváez i nomenat alcalde-corregidor de Barcelona i governador civil de Castelló de la Plana. Fou també elegit diputat a les Corts Espanyoles per les Illes Balears a les legislatures de 1843 i a la de 1844-1846, en la que fou aprovada la Constitució Espanyola de 1845 i la Llei d'Organització i Atribucions dels Ajuntaments i les Diputacions de gener de 1845. A les eleccions de 1846 fou derrotat per Aciscle Miranda Forquet. Fou alcalde de Barcelona entre setembre de 1847 i gener de 1848.